# Forsyth Barr Stadium
Het Otago Stadium, ook wel Forsyth Barr Stadium at University Plaza of kortweg Forsyth Barr Stadium genoemd, is een multi-functioneel stadion in Dunedin, Nieuw-Zeeland. 
Het stadion is geopend op 5 augustus 2011 en biedt plaats aan 30.000 toeschouwers bij sportevenementen en tot 35.000 bezoekers van concerten. Onder andere de voetbalclub Southern United speelt zijn thuiswedstrijden in het stadion. 

## Gebruik
In 2011 was het stadion een van de locaties voor het WK rugby 2011.
In 2023 zijn er in dit stadion wedstrijden voor het wereldkampioenschap voetbal voor vrouwen.
| Datum           | Thuisteam   | Uitslag | Uitteam       | Fase       | Toeschouwers |
| --------------- | ----------- | ------- | ------------- | ---------- | ------------ |
| 21 juli 2023    | Filipijnen  | 0 – 2   | Zwitserland   | Groepsfase | 13.711       |
| 23 juli 2023    | Nederland   | 1 – 0   | Portugal      | Groepsfase | 11.991       |
| 26 juli 2023    | Japan       | 2 – 0   | Costa Rica    | Groepsfase | 6.992        |
| 28 juli 2023    | Argentinië  | 2 – 2   | Zuid-Afrika   | Groepsfase | 8.834        |
| 30 juli 2023    | Zwitserland | 0 – 0   | Nieuw-Zeeland | Groepsfase | 25.947       |
| 1 augustus 2023 | Vietnam     | 0 – 7   | Nederland     | Groepsfase | 8.215        |

Stadium Australia · Sydney Football Stadium · Brisbane Stadium · Melbourne Rectangular Stadium · Perth Rectangular Stadium · Hindmarsh Stadium
Waikato Stadium · Eden Park · Wellington Regional Stadium · Forsyth Barr Stadium